# Wereldkampioenschappen schermen 1949
De 5de wereldkampioenschappen schermen werden gehouden in Caïro, Egypte in 1949. De organisatie lag in de handen van de FIE.

## Resultaten

### Mannen
| Onderdeel   | Goud | Goud      | Zilver                                                                       | Zilver    | Brons                                                                                                 | Brons  |
| ----------- | --- | --------- | ---------------------------------------------------------------------------- | --------- | --- | ------ |
| Degen       | |           |                                                                              |           | |        |
| Individueel | Dario Mangiarotti                                                                                               | Italië    | René Bougnol                                                                 | Frankrijk | Per Carleson                                                                                          | Zweden |
| Ploegen     | Roberto Battaglia Gino Cantone Marco Antonio Mandruzzato Dario Mangiarotti Edoardo Mangiarotti Antonio Spallino | Italië    | Per Carleson Hans Drakenberg Carl Forssell Rolf Julin                        | Zweden    | Salah Dessouki Mohamed Abdel Rahman Mahmoud Younes Maurice Schmeil Youssef Asfar                      | Egypte |
| Floret      | |           |                                                                              |           | |        |
| Individueel | Christian d'Oriola                                                                                              | Frankrijk | Renzo Nostini                                                                | Italië    | Giuliano Nostini                                                                                      | Italië |
| Ploegen     | Manlio Di Rosa Edoardo Mangiarotti Giuliano Nostini Renzo Nostini Roberto Ferrari Giorgio Pellini               | Italië    | René Bougnol Jéhan de Buhan Christian d'Oriola Jacques Lataste Adrien Rommel | Frankrijk | Osmane Abdel Hafiz Anouar Taoufik Salah Dessouki Hasan Hosni Taoufik Mahmoud Younes Mohamed Zoulficar | Egypte |
| Sabel       | |           |                                                                              |           | |        |
| Individueel | Gastone Daré | Italië    | Giorgio Pellini                                                              | Italië    | Vincenzo Pinton                                                                                       | Italië |
| Ploegen     | Gastone Darè Renzo Nostini Mauro Racca Vincenzo Pinton Giorgio Pellini Vittorio Stagni                          | Italië    | Jacques Lefèvre Jean Levavasseur Jean Parent Jean-François Tournon           | Frankrijk | Ahmed Abou-Shadi Salah Dessouki Mohamed Abdel Rahman Mahmoud Younes Mohamed Zoulficar                 | Egypte |

### Vrouwen
| Onderdeel   | Goud               | Goud       | Zilver        | Zilver     | Brons                            | Brons     |
| ----------- | ------------------ | ---------- | ------------- | ---------- | -------------------------------- | --------- |
| Degen       |                    |            |               |            |                                  |           |
| Individueel | Ellen Müller-Preis | Oostenrijk | Karen Lachman | Denemarken | Jacqueline Boisson Renée Garilhe | Frankrijk |

## Medaillespiegel
| Plaats | Land       | Goud | Zilver | Brons | Totaal |
| 1      | Italië     | 5    | 2      | 2     | 9      |
| 2      | Frankrijk  | 1    | 3      | 2     | 6      |
| 3      | Oostenrijk | 1    | 0      | 0     | 1      |
| 3      | Zweden     | 0    | 1      | 1     | 2      |
| 5      | Denemarken | 0    | 1      | 0     | 1      |
| 6      | Egypte     | 0    | 0      | 3     | 3      |
| Totaal | Totaal     | 7    | 7      | 8     | 22     |

1937 · 1938 · 1947 · 1948 · 1949 · 1950 · 1951 · 1952 · 1953 · 1954 · 1955 · 1956 · 1957 · 1958 · 1959 · 1961 · 1962 · 1963 · 1965 · 1966 · 1967 · 1969 · 1970 · 1971 · 1973 · 1974 · 1975 · 1977 · 1978 · 1979 · 1981 · 1982 · 1983 · 1985 · 1986 · 1987 · 1988 · 1989 · 1990 · 1991 · 1992 · 1993 · 1994 · 1995 · 1997 · 1998 · 1999 · 2000 · 2001 · 2002 · 2003 · 2004 · 2005 · 2006 · 2007 · 2008 · 2009 · 2010 · 2011 · 2012 · 2013 · 2014 · 2015 · 2016 · 2017 · 2018 · 2019 · 2022 · 2023